# Newtown and Machynlleth Railway

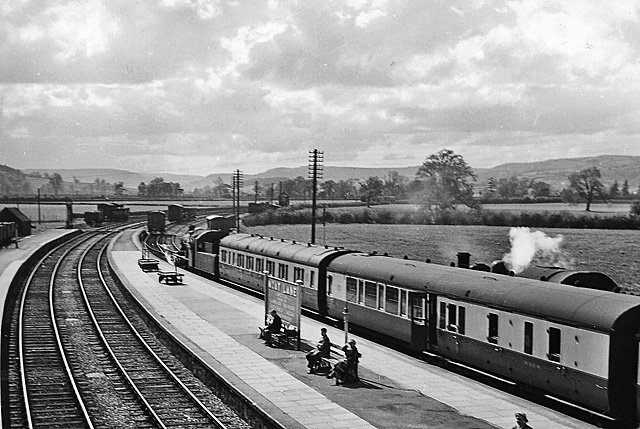
Bahnhof Moat Lane Junction um 1957

Die Newtown and Machynlleth Railway war eine britische Eisenbahngesellschaft in Montgomeryshire in Wales.

## Geschichte
Die Newton and Machynlleth Railway wurde am 27. Juli 1857 konzessioniert. Die Konzession beinhaltete Streckennutzungsrechte mit der Great Western Railway, der London and North Western Railway, der Llanidloes and Newtown Railway, der Oswestry and Newtown Railway und der Shrewsbury and Welshpool Railway. Mit einer Änderung der Konzession am 3. Juli 1860 reduzierten sich die Nutzungsrechte auf die Oswestry and Newtown Railway. Es wurde mit Baukosten in Höhe von 150.000 Pfund Sterling gerechnet.
Die 36,6 Kilometer Bahnstrecke zwischen Moat Lane Junction (bei Newtown) an der Bahnstrecke der Llanidloes and Newtown Railway und Machynlleth wurde am 3. Januar 1863 eröffnet. Der Bau der Strecke erfolgte durch das Unternehmen von David Davies.
Der Betrieb erfolgte anfänglich durch die Great Western Railway für 40 % der Einnahmen. Außerdem wurde eine Dividende von 5 Pfund je einem Prozent Unternehmensanteil garantiert. Mit Wirkung vom 1. Mai 1863 wurde die Newton and Machynlleth Railway an die Oswestry and Newtown Railway für 100 Jahre verpachtet. Die Pachtzahlung garantierte eine Dividende von 4,50 Pfund je einem Prozent der Unternehmensaktien.
Die Newtown and Machynlleth Railway fusionierte am 25. Juli 1864 mit drei anderen Gesellschaften zu den Cambrian Railways.